# マザーズ・スピリチュアル
『マザーズ・スピリチュアル』（Mother's Spiritual）は、ニューヨーク出身のシンガー、ソングライター、ピアニストであるローラ・ニーロの8枚目のスタジオ・アルバムで、1977年のライヴ・アルバム『光の季節』を含む通算9枚目のオリジナル・アルバムである。このアルバムは1年間の困難で高価なレコーディング・セッションを経て1984年の初めにリリースされ、評判は高いが売れ行きが悪かった1978年の前作『愛の営み』から5年以上経っていた。2度目の半引退期間(1度目は1972年から1975年)を経てスポットライトを浴びるようになったニーロを取り巻くささやかな話題のおかげで、『マザーズ・スピリチュアル』はニーロの最後の全米チャート入りとなり、Billboard 200チャートでは182位にランクインした。音楽的には、『マザーズ・スピリチュアル』はローラ・ニーロのアルバムの中で最も穏やかで気楽な作品であり、『イーライと13番目の懺悔』や『ニューヨーク・テンダベリー』などの彼女のワイルドで冒険的で実験的なアルバムに比べて、あまりにも落ち着いていて母性的だと一部で批判された。テーマとしては、ニーロの関心は情熱と愛から環境主義、母性、フェミニズムを含む、より政治的、社会学的な性質の主題に変わった。アルバムは様々なレビューを受け、ニーロはいくつかの方面で「ツリー・ハガー（環境活動家の蔑称）になった」と非難された。これが9年間の最後のスタジオ・アルバムとなり、彼女は1988年にツアーを行うためだけ復帰した。このアルバムは、彼女が1978年に生まれた息子ギルの子育てに専念していた1980年代のニーロの唯一のオリジナル作品である。

## 背景
『マザーズ・スピリチュアル』のレコーディングは、いくつかの困難な出来事によって中断された。ニーロは前作『愛の営み』と同様にダンベリーの自宅でレコーディングするつもりで、早くも1982年の春にはソロ・デモを録音していた。その後、レコーディング・エンジニアでスタジオのオーナーでもあるジェフリー・カワレックと、プロデューサーのジョー・ウィサートがカリフォルニアから通い、ニューヨークのロングアイランドにあるザ・ブギー・ホテルで8週間、週3日から4日かけてレコーディングを行ったが、結果には満足できなかった。
そこでニーロは15万ドルから20万ドルをかけて自宅に適切な（『愛の営み』のレコーディングが行われた移動式のスタジオとは異なる）スタジオを作り、ロスコー・ハリングを共同プロデューサーに迎えてレコーディングを続けた。アルバムのアレンジはソフトで切ないものだが、ニーロは曲にもっと燃えるようなエッジを求めていた。しかし、長年のファンであったトッド・ラングレンは、ニーロの新しいサウンドを特に奨励しておらず、すぐにプロデューサーとしての役割を放棄してしまった。
かなりアップビートな曲もあるが（「ソフィア」、「グリーン・トゥリー」、「ブライター・ソング」）、『マザーズ・スピリチュアル』はゆっくりとしたピアノを中心とした曲が多くなっている。これらはニューエイジ音楽に近いものとして一部の批評家に見られていた。ニーロは自身のその後のキャリアためにコンサートでこれらの曲をライブで演奏することになった。

## 評論家の反応
| 専門評論家によるレビュー | 専門評論家によるレビュー |
| レビュー・スコア         | レビュー・スコア         |
| 出典                     | 評価                     |
| ------------------------ | ------------------------ |
| オールミュージック       | link                     |
| ロバート・クリストガウ   | (C+)                     |

『ヴィレッジ・ヴォイス』誌のコンテンポラリー・レビューで、音楽評論家のロバート・クリストガウは、「母親中心のエコ・フェミニズムのロマンチックな一般化」は、彼女の「今なお心を捕らえる」強弱法を引用しながら、ニーロのムードのある、突飛なスタイルに適していると軽く評した。

## 収録曲
全曲ローラ・ニーロによる作詞作曲
1. 「トゥ・ア・チャイルド（ギルの歌）」 "To a Child" – 3:53
2. 「ライト・トゥ・ヴォート」 "The Right to Vote" – 3:02
3. 「ウィルダーネス」 "A Wilderness" – 2:56
4. 「メロディ・イン・ザ・スカイ」 "Melody in the Sky" – 3:45
5. 「レイト・フォー・ラヴ」 "Late for Love" – 2:57
6. 「フリー・シンカー」 "A Free Thinker" – 3:15
7. 「マン・イン・ザ・ムーン」 "Man in the Moon" – 2:55
8. 「グリーン・トゥリー」 "Talk to a Green Tree" – 3:44
9. 「トゥリー・オブ・エイジズ」 "Trees of the Ages" – 3:39
10. 「ブライター・ソング」 "The Brighter Song" – 2:30
11. 「ロードノーツ」 "Roadnotes" – 3:18
12. 「ソフィア」 "Sophia" – 4:39
13. 「マザーズ・スピリチュアル」 "Mother's Spiritual" – 3:12
14. 「リフレイン（トゥ・ア・チャイルド）」 "Refrain" – 1:08
15. 「マン・イン・ザ・ムーン（ライブ）」 "Man in the Moon" (live) - 3:28 日本版および特別版でのボーナストラック

## 参加ミュージシャン
- ローラ・ニーロ - ヴォーカル、ハーモニー、アコースティック＆エレクトリックピアノ、ダルシマー(12)
- テリー・シルバーライト - ドラムス
- リサ・サンシャイン (注: 本名のスペルはElysa Sunshine - LPでは不適切にクレジットされている) - ベース
- ジョン・ブリストウ - エレキギター
- トッド・ラングレン - シンセサイザー(7, 9)、制作協力
- ニディア・"リバティ"・マータ - パーカッション、制作補助
- ジャン・ナイグロ - アコースティックギター
- ジュリー・リオン・リーバーマン - ヴァイオリン

技術
- アーサー・ケルム, クリス・アンダーセン - エンジニア、ミキシング
- アイリーン・ヤング - 写真撮影